# 西方健一
西方健一（にしかた けんいち）は日本の財務官僚。主税局参事官。

## 来歴
東京都出身。筑波大学附属中学校・高等学校、東京大学法学部卒業。1996年 大蔵省入省。理財局資金第一課配属。1998年6月 英国留学。2000年7月 大臣官房秘書課財務官室付主任。2001年1月6日 財務省大臣官房秘書課財務官室付主任。その後は法務省刑事局付、金融庁総務企画局企画課調査室課長補佐、世界銀行グループ日本理事室審議役などで勤務。2013年6月28日 大臣官房総合政策課長補佐（企画）兼大臣官房総合政策課企画室長兼財務総合政策研究所総務研究部財政経済計量分析調整官。消費税率引き上げ、成長戦略などを担当。2015年7月13日 大臣官房企画官兼内閣官房総理大臣官邸事務所（内閣官房副長官秘書専門官）。2017年7月10日 世界銀行グループ日本理事代理。2020年7月22日 理財局国有財産調整課長。2021年7月9日 理財局国庫課長。2022年7月1日 主税局参事官。

## 略歴
- 1996年4月：大蔵省入省。理財局資金第一課配属。
- 1998年6月：英国留学。
- 2000年7月：大臣官房秘書課財務官室付主任[3]。
- 2001年1月6日：財務省大臣官房秘書課財務官室付主任[3]。
- 2002年7月：法務省刑事局付。
- 2004年7月：金融庁総務企画局企画課調査室課長補佐。
- 2006年：世界銀行グループ日本理事室審議役。
- 2009年：主税局総務課長補佐 兼 主税局調査課長補佐（内国調査）[5]。
- 2010年：主税局参事官補佐。
- 2013年6月28日：大臣官房総合政策課長補佐（企画） 兼 大臣官房総合政策課企画室長 兼 財務総合政策研究所総務研究部財政経済計量分析調整官[4]。
- 2015年7月9日：大臣官房付。
- 2015年7月13日：大臣官房企画官 兼 内閣官房総理大臣官邸事務所（内閣官房副長官秘書専門官）。
- 2017年7月10日：世界銀行グループ日本理事代理。
- 2020年7月20日：大臣官房付。
- 2020年7月22日：理財局国有財産調整課長。
- 2021年7月9日：理財局国庫課長。
- 2022年7月1日：主税局参事官。